# LSSA
La Lone Star Soccer Alliance fue una liga de fútbol a nivel regional de los Estados Unidos compuesta principalmente por equipos provenientes de Texas, Oklahoma y Kansas entre 1987 y 1992.

## Historia
La liga fue creada el 18 de abril de 1987 por una idea propuesta por el Houston Dynamos en asociación con los equipos Dallas Express, San Antonio International y Austin Thunder, la cual estaba asociada a la Asociación de Fútbol Estatal de Texas.
En 1989 fue reconocida oficialmente como liga regional por parte de la United States Soccer Federation, liga en la que el Oklahoma City Spirit se uniría en 1990 para ser el primer equipo no perteneciente al estado de Texas en formar parte de la liga.

## Ediciones anteriores
| Temporada | Campeón              | Resultado     | Finalista       |
| --------- | -------------------- | ------------- | --------------- |
| 1987      | Dallas Express       | Liga          | Houston Dynamos |
| 1988      | Dallas Mean Green    | 5–3           | Houston Dynamos |
| 1989      | Austin Thunder       | 3–2           | F.C. Dallas     |
| 1990      | Oklahoma City Spirit | 3–0           | F.C. Dallas     |
| 1991      | F.C. Dallas          | 3–3 (6–5 PKs) | Austin Thunder  |
| 1992      | Dallas Inter         | 2–1           | America F.C.    |

## Participantes
| - America F.C. (1992) - Austin Thunder (1987–92) - Dallas Inter (1987–92, como Dallas Express en 1987, como Dallas Mean Green en 1988, como F.C. Dallas en 1989–91) - Houston International (1987–91, como Houston Dynamos en 1987–90) - Houston Alianza (1988–91) - Oklahoma City Spirit (1990–92) | - San Antonio Alamo (1987–90, como San Antonio International en 1987–89) - San Antonio XLR8 (1992) - Tulsa Pride (1992) - Wichita Blue (1990–92) - Wichita Falls Fever (1989–92) |